# (148209) 2000 CR105
(148209) 2000 CR105는 해왕성 바깥 천체의 일종으로, 2015년 기준 태양계 천체 중 지구에서 열 번째로 먼 천체로 분리 천체로 간주되고 있다. 궤도는 매우 찌그러져 있고, 태양과의 평균 거리는 222 AU로 3305년마다 태양을 한 바퀴 돈다.

## 설명
마이클 E. 브라운의 웹사이트에서는 이 천체의 반사율을 0.04로 추정하여 지름을 328 km로 추산하였고, 왜행성이 될 가능성이 있다고 보았다. 이 천체의 색이 해왕성 바깥 천체의 일반적인 색인 파란색을 띄기 때문에, 반사율이 추정치보다 더 낮을 가능성이 높다. 하지만 만약 반사율이 추정치보다 높다면, 지름이 추정치보다 반 이상 작을 가능성이 매우 높다.
(148209) 2000 CR105와 90377 세드나는 산란원반 천체로, 태양에 가장 가까이 가도 해왕성의 영향을 받지 않는다. 이 천체들이 어떻게 지금과 같은 궤도에 들어갔는지는 수수께끼이며, 추측만 무성하다. 궤도의 형성에 대한 이론들의 주장은 다음과 같다.
- 태양계 근처를 지나가던 항성에 의해 기존 궤도를 이탈하였을 것이다.[10][11]
- 현재 발견되지 않은 가상의 행성에 의해 기존 궤도를 이탈하였을 것이다.[12]
- 현재 발견되지 않은 태양의 쌍성에 의해 기존 궤도를 이탈하였을 것이다.[12]
- 태양계 형성 초기에 다른 행성계에서 포획되었을 것이다.[10] 케년과 브롬리에 따르면, 태양이 자신과 비슷한 별과 형성 초기에 만났을 가능성은 15%이고, 행성 교환이 일어났을 가능성은 1%이다. (148209) 2000 CR105은 포획된 천체일 가능성이 세드나보다 2~3배 높다.[10]

(148209) 2000 CR105는 궤도 긴반지름이 150 AU가 넘는 천체 중 최초로 발견된 천체로, 근일점 편각이 340 ± 55°에 달한다. 현재까지 긴반지름이 100 AU가 넘고 근일점이 42 AU를 넘는 천체는 11개밖에 발견되지 않았다. (148209) 2000 CR105는 제9행성의 영향을 받으리라고 예상된다.
| V774104                                                                | 103   | 50   | 150    | 24    | 4    |
| 에리스                                                                 | 96.14 | 37.8 | 97.6   | 18.7  | −1.1 |
| 2014 UZ224                                                             | 90.93 | 38.0 | 179.8  | 23.2  | 3.5  |
| 2015 TH367                                                             | 89.17 | 28.6 | 139.7  | 26.2  | 6.6  |
| (225088) 2007 OR10                                                     | 87.96 | 33.0 | 100.8  | 21.7  | 1.8  |
| 세드나                                                                 | 85.14 | 76.0 | 939    | 21.0  | 1.5  |
| 2013 FS28                                                              | 84.83 | 34.6 | 347.6  | 24.5  | 4.9  |
| 2014 FC69                                                              | 84.72 | 40.3 | 106.9  | 24.1  | 4.6  |
| 2006 QH181                                                             | 83.85 | 37.8 | 96.7   | 23.6  | 4.3  |
| 2012 VP113                                                             | 83.65 | 80.5 | 438    | 23.4  | 4.0  |
| 2015 TG387                                                             | 83.00 | 65.0 | 2000   | 24.64 | 5.3  |
| 2015 UH87                                                              | 82.87 | 34.7 | 90.1   | 25.3  | 6.0  |
| 2013 FY27                                                              | 80.07 | 36.1 | 81.8   | 22.1  | 3.0  |
| 2015 TJ367                                                             | 78.66 | 33.5 | 127.5  | 25.7  | 6.7  |
| 2017 FO161                                                             | 78.62 | 33.1 | 93.9   | 24.2  | 5.2  |
| 2010 GB174                                                             | 71.89 | 48.7 | 693    | 25.1  | 6.5  |
| 2016 TS97                                                              | 71.39 | 36.2 | 71.6   | 24.8  | 6.1  |
| 2014 FJ72                                                              | 71.17 | 38.7 | 152.2  | 24.2  | 5.6  |
| 2012 FH84                                                              | 68.75 | 45.8 | 80.6   | 25.7  | 7.3  |
| 2015 GR50                                                              | 68.38 | 35.6 | 78.6   | 25.1  | 6.7  |
| 2015 GP50                                                              | 67.95 | 40.3 | 70.3   | 24.8  | 6.5  |
| 2013 FQ28                                                              | 67.76 | 48.7 | 80.6   | 24.4  | 6.0  |
| 2014 UD228                                                             | 66.14 | 36.4 | 73.0   | 24.4  | 6.1  |
| 2016 CD289                                                             | 65.83 | 36.8 | 75.3   | 25.6  | 7.3  |
| 2013 UJ15                                                              | 64.99 | 36.3 | 69.2   | 25.2  | 7.0  |
| 2015 KV167                                                             | 64.47 | 38.2 | 65.3   | 25.4  | 7.2  |
| 2014 FL72                                                              | 64.44 | 38.2 | 170.4  | 25.0  | 6.8  |
| 2015 RL258                                                             | 64.22 | 34.7 | 67.8   | 24.7  | 6.5  |
| 2014 FD70                                                              | 64.17 | 38.6 | 69.3   | 25.0  | 6.9  |
| 2011 GM89                                                              | 63.28 | 37.2 | 68.8   | 25.6  | 7.1  |
| 2015 RR245                                                             | 63.27 | 33.7 | 129.2  | 22.1  | 3.9  |
| 2014 SU349                                                             | 63.09 | 30.8 | 109.8  | 25.0  | 7.0  |
| 2013 AT183                                                             | 62.60 | 36.0 | 88.1   | 22.0  | 4.7  |
| 2015 VG157                                                             | 62.34 | 39.0 | 68.5   | 25.5  | 7.5  |
| 2014 FE72                                                              | 62.31 | 36.3 | 4274.0 | 24.1  | 6.1  |
| 2017 DO121                                                             | 62.23 | 26.7 | 185.6  | 25.6  | 7.6  |
| 2014 SV349                                                             | 61.71 | 34.2 | 89.0   | 23.0  | 5.0  |
| (148209) 2000 CR105                                                    | 61.59 | 44.3 | 412    | 23.9  | 6.3  |
| 2015 RX245                                                             | 61.03 | 45.5 | 768.9  | 24.2  | 6.2  |
| 2008 ST291                                                             | 60.74 | 42.4 | 154.5  | 22.2  | 4.2  |
| 2014 FM72                                                              | 60.40 | 34.4 | 76.6   | 24.1  | 6.2  |
| 2017 DP121                                                             | 60.34 | 40.5 | 60.4   | 25.1  | 7.2  |
| 2014 FF72                                                              | 60.18 | 37.1 | 63.3   | 24.8  | 6.9  |
| 2003 QX113                                                             | 60.11 | 36.7 | 62.1   | 22.5  | 4.7  |
| 2015 TG367                                                             | 59.70 | 37.6 | 66.3   | 25.1  | 7.3  |
| 2015 RK258                                                             | 59.69 | 35.8 | 111.8  | 24.9  | 7.1  |
| 2015 KH162                                                             | 59.63 | 41.5 | 82.8   | 21.6  | 3.9  |
| 2013 JQ64                                                              | 59.22 | 22.6 | 76.0   | 24.4  | 6.2  |
| 2014 FL70                                                              | 59.03 | 33.1 | 77.0   | 24.0  | 6.5  |
| 발견된 태양계 천체 중 현재 해왕성보다 두 배 이상 먼 천체들을 나열했음. |       |      |        |       |      |

## 같이 보기
- 2004 VN112
- (87269) 2000 OO67
- 인근의 다른 천체를 일소
- 해왕성 바깥 행성